# Liste der Bodendenkmale in Henstedt-Ulzburg
In der Liste der Bodendenkmale in Henstedt-Ulzburg sind die Bodendenkmale der Gemeinde Henstedt-Ulzburg nach dem Stand der Bodendenkmalliste des Archäologischen Landesamts Schleswig-Holstein von 2016 aufgelistet. Die Baudenkmale sind in der Liste der Kulturdenkmale in Henstedt-Ulzburg aufgeführt.
| Denkmal-ID           | Befundart           | Bezeichnung                              | Zeitstellung                 | Lage                              | Bemerkungen                                           | Bild                                                                                 |
| -------------------- | ------------------- | ---------------------------------------- | ---------------------------- | --------------------------------- | ----------------------------------------------------- | ------------------------------------------------------------------------------------ |
| aKD-ALSH-Nr. 002 445 | Grabmal > Grabhügel | Grabhügel                                | Vor- und/oder Frühgeschichte | 53° 46′ 12.14″ N, 9° 58′ 17.47″ E | Beschreibung siehe Infotafel in der Commons-Kategorie | Commons : Grabhügel Henstedt-Ulzburg – Sammlung von Bildern, Videos und Audiodateien |
| aKD-ALSH-Nr. 004 156 | Befestigung > Burg  | Burg/Motte/Ringwall/Turmhügel „Theebarg“ | Mittelalter                  | 53° 46′ 40.12″ N, 9° 57′ 50.33″ E |                                                       |                                                                                      |